# 王绍俭
王绍俭（1962年4月—），男，汉族，吉林四平人，中共党员，中华人民共和国政治人物。

## 人物经历
曾任中共吉林省纪委常务副书记，2018年，当选为第十二届吉林省人大常委会副主任。2023年1月，换届不再担任吉林省人大常委会副主任，但继续担任吉林省人大常委会党组成员。